# Рясовский, Григорий Андреевич
Григо́рий Андре́евич Рясо́вский (1798, Воронежская губерния — 28 июня [10 июля] 1864, Москва) — доктор медицины, адъюнкт Московского университета, доктор Серпуховского детского приюта в Москве, статский советник.

## Биография
Родился в семье священника в 1798 году. Учился в Воронежской духовной семинарии; не окончив курса, в 1817 году поступил на медицинский факультет Харьковского университета, откуда в 1820 году перевёлся на медицинский факультет Московского университета, который окончил в сентябре того же года.
27 июня 1825 года защитил в Московском университете докторскую диссертацию «De lithiasi, seu morbo calculoso» и был оставлен при университете.
В 1826—1828 годах преподавал в университете ветеринарную анатомию и физиологию (в основном по сочинению Фейта).
В 1827 году, дослужившись до коллежского асессора, получил личное дворянство; решение московского Дворянского депутатского собрания о внесении Рясовского в 3-ю часть дворянской родословной книги Московской губернии было утверждено Департаментом герольдии 1 декабря 1830 года.
С 30 июня 1827 года — адъюнкт, с сентября того же года — акушер и доктор при родильном институте университетской клиники в качестве помощника профессора акушерства. В 1828—1835 годах преподавал акушерство и гинекологию. Во время эпидемии холеры в Москве (1830) состоял членом университетского комитета по профилактике холеры, с 19 сентября по 17 февраля 1831 года исполнял обязанности доктора временной больницы в Московской губернской гимназии. Получил монаршее благоволение (25.8.1831) — за полезную деятельность в борьбе с холерой
С 23 августа 1832 года — секретарь отделения врачебных наук при Московском университете; одновременно в 1832—1834 годах — акушер и доктор при родильном институте. В конце 1835 года вследствие реформы штатов уволен из университета.
Работал врачом Серпуховского детского приюта в Москве, с 1847 года — его директором («не получая содержания»). Вышел в отставку в чине статского советника в 1856 году. Жил в пресненской части по Проезжему переулку в доме № 2. В Москве за ним значились каменный и два деревянных дома в Скатертном переулке, а также он владел небольшим имением без крестьян в Звенигородском уезде Московской губернии.
В 1859 г. жалован дипломом на потомственное дворянское достоинство. Дворянский герб Рясовских (утверждён Департаментом герольдии 8.12.1859, указ № 4312) представлял собой «в горностаевом поле лазуревый крест, на средине которого золотая звезда о пяти лучах. Нашлемник, лазуревая шапка с горностаевым околышем, верх шапки серебряный, увенчан золотою звездою о пяти лучах. Намет золотой и лазуревый».
Скончался 28 июня (10 июля) 1864 года. Похоронен в Москве на Ваганьковском кладбище; могила утрачена.

### Семья
Был дважды женат:
1-я жена — Зоя Васильевна (13.02.1812 — 21.11.1836), дочь капитана Василия Семёновича Шапилова; похоронена на Ваганьковском кладбище. Их дети:
- Василий (1830—1904), управляющий петербургской портовой таможни, действительный статский советник
- Николай (1833 — ?)
- Елизавета (11.11.1836, Москва — ?), замужем за Виктором Тимофеевичем Тимофеевым (? — 1875); их внук — Николай Владимирович Тимофеев-Ресовский (1900—1981), биолог, генетик.

2-я жена — Амалия Петровна, художница; у них дочь:
- Мария (16.6.1844 — 30.1.1876), похоронена на кладбище Донского монастыря.